# Dinu Secrieru
Dinu Secrieru (n. 4 decembrie 1953 — d. 21 iulie 2011) a fost un senator român în legislatura 1996-2000 ales în județul Botoșani pe listele partidului PNL. Dinu Secrieru a fost membru în grupul parlamentar de prietenie cu Republica Austria. Dinu Secrieru a fost membru în comisia pentru agricultură, silvicultură și dezvoltare rurală (din sep. 1999) și în comisia pentru administrație publică, organizarea teritoriului și protecția mediului.